# Bataille de Huamachuco
Guerre du Pacifique (1879-1884)
Batailles
Campagne navale
- Chipana
- Iquique
- Punta Gruesa
- Antofagasta (1re)
- Antofagasta (2e)
- Rímac
- Angamos
- Pilcomayo
- Arica (1re)
- Arica (2e)
- Callao

Campagne terrestre
- Topáter
- San Francisco
- Tarapacá
- Los Ángeles
- Alto de la Alianza (Tacna)
- Arica
- Chorrillos
- Miraflores
- Lima
- San Pablo
- Pachia
- La Concepción
- Huamachuco

La bataille de Huamachuco est livrée le 10 juillet 1883 pendant la Guerre du Pacifique (1879-1884). Dernière grande bataille du conflit, elle oppose dans les Andes péruviennes les troupes chiliennes sous les ordres du colonel Gorostiaga à l'Ejército de la Sierra (l'armée de la montagne) organisée et commandée par le général péruvien Andrés Cáceres.
Celui-ci subit une défaite désastreuse qui met fin à plus de deux ans de résistance acharnée.

## Sources
- (en) Robert L. Scheina, Latin America's wars, vol. 1 : The age of the Caudillo, 1971-1899, Washington, D.C, Brassey's, Inc, 2003, 569 p. (ISBN 978-1-574-88450-0 et 978-1-574-88449-4)
- Agustin Toro Dávila, Sintesis historico militar de Chile, Editorial universitaria, Santiago, Chili, 1976,  (ISBN 8483402564) (OCLC 21338219)